# Karsunsky (huyện)
Huyện Karsunsky (tiếng Nga: ? райо́н) là một huyện hành chính tự quản (raion), của Tỉnh Ulyanovsk, Nga. Huyện có diện tích 1754 km², dân số thời điểm ngày 1 tháng 1 năm 2000 là 31900 người. Trung tâm của huyện đóng ở Karsun.